# Петричанка
Петрича́нка — село в Сучевенській сільській громаді Чернівецького району Чернівецької області в Україні.

## Історія
У документах XV-XVI століть село згадується як «Михайловці». 
Найдавніша згадка зафіксована 1 серпня 1466 року, коли воєвода Штефан Великий підтвердив право власності дочки боярина Михайла Місіча (Місича) – Марушки – на села Михайловці, Михучани (Михайлівка) і Городище (Волока і Грушівка). З документів випливає, що ці села були подаровані боярину Михайлу Місічу як «вислуга», тобто винагорода за військову службу, за часів правління молдавського господаря Олександра Доброго (1400 – 1432).  
У 1517 році Анушка  - внука Михайла Місіча  і дочка Марушки -   передала право власності  на Михайловці, Михучани і Городище своєму внуку Гаврилові, який на той час займав посаду  вістерника – керівника князівської скарбниці.  
Грамота від 9 листопада 1517 року містить додаткову інформацію про Михайловці як населений пункт, що розташовувався в місці, де зливаються «Серетовє», тобто, Серет і Малий Серет. Саме там проживав суддя (жудє) Петринка.  Очевидно, що нове ім’я «Петричанка» село Михайловці одержало саме від  судді Петринки або є його нащадків – Петричанків.

## Населення

### Мова
Розподіл населення за рідною мовою за даними перепису 2001 року:
| Мова            | Кількість | Відсоток |
| --------------- | --------- | -------- |
| українська      | 567       | 88.46%   |
| румунська       | 58        | 9.05%    |
| російська       | 13        | 2.01%    |
| білоруська      | 1         | 0.16%    |
| польська        | 1         | 0.16%    |
| інші/не вказали | 1         | 0.16%    |
| Усього          | 641       | 100%     |

## Пам'ятки природи
У селі розташований Петричанський парк. На захід від села — ботанічна пам'ятка природи «Липа дрібнолиста» і комплексна пам'ятка природи «Городище».

## Відомі люди села
Рубанець Микола Леонтійович (* 15 лютого 1951 року, с. Петричанка) —  учений секретар Інституту проблем національної безпеки Ради національної безпеки та оборони України. Із медаллю закінчив Глибоцьку середню школу. Працював у редакції Глибоцької районної газети «Будівник комунізму». Служив у Радянській Армії. у 1976 році із відзнакою закінчив факультет журналістики Київського державного університету ім. Т. Г. Шевченка. Працював кореспондентом і старшим кореспондентом у газеті «Правда Укаины», завідувачем відділу у журналі «Під прапором ленінізму». У 1990 р. став головним редактором журналу «Людина і світ». У 1995-1999 рр. — вчений секретар в Національному інституті стратегічних досліджень при Президентові України. З кінця 1999 р. М. Л.Рубанець почав працювати в редакції тижневика «Україна і світ сьогодні», де обіймав посади редактора, завідувача відділу політики-заступника головного редактора. З 2003 р. спочатку виконував обов'язки, а потім був затверджений головним редактором цього видання.

## Світлини

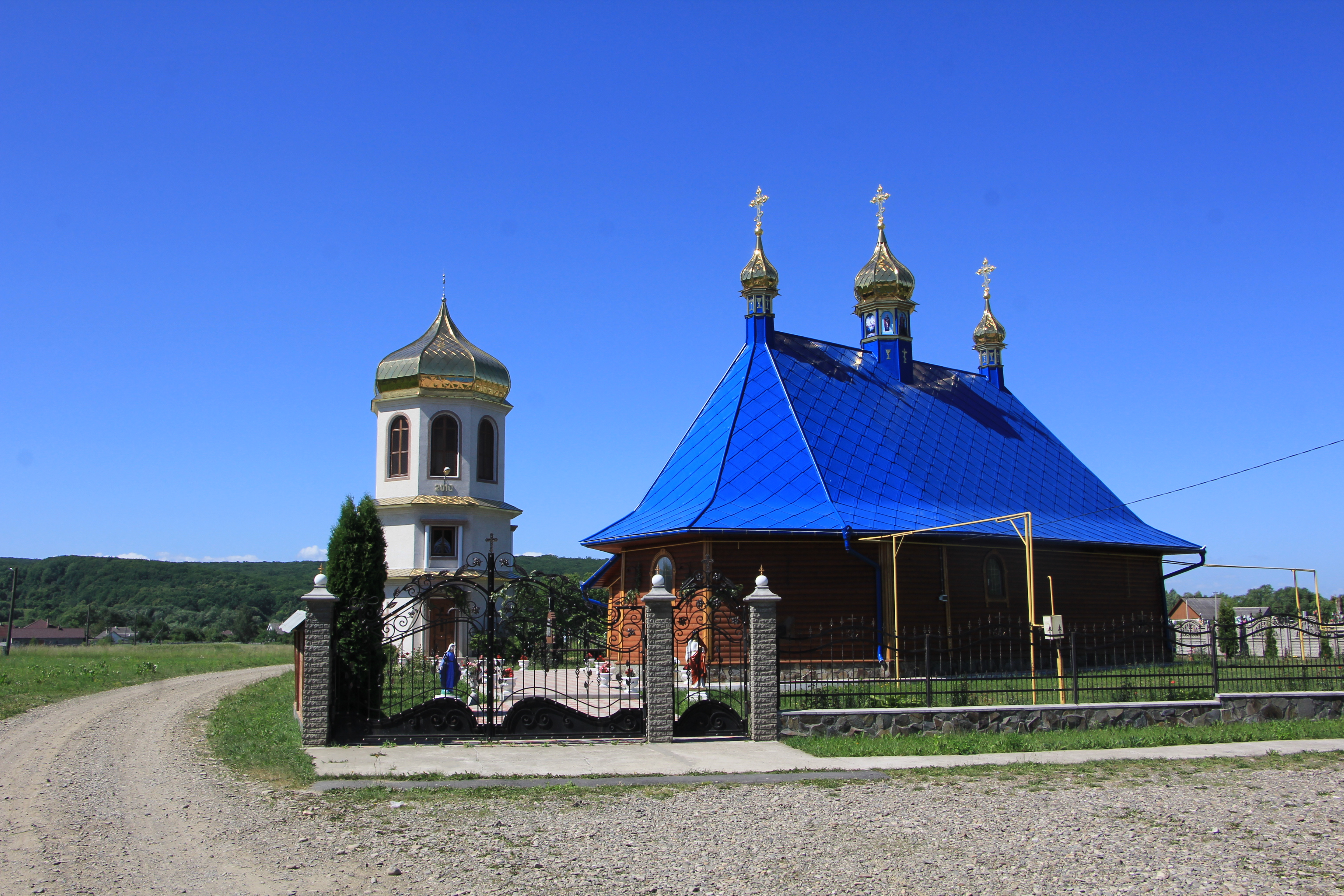
Дерев'яна церква Чуда Св. Арх. Михайла 1903 с. Петричанка